# Исменцы
Исменцы (мар. Эсмекпляк) — село в Звениговском районе Республики Марий Эл России. Административный центр одноимённого сельского поселения.
Численность населения — 1194 (2010) человек.

## География
Село находится в 15 км к востоку от центра муниципального района — города Звенигово.  В 5 км к югу от села протекает река Волга, в 3 км к востоку — река Илеть.

## История
Происхождение названия марийского селения местные жители связывают с именем его основателя — Эсмека, чей род поселился в этом месте в XVIII веке. Первое упоминание Исменец-Беляка относится к 1719 году.
В 1793 году имелось 33 двора. В 1816 году в селе Исменцы в 120 семьях проживал 641 человек. В 1872 году открыли земское училище. Оно размещалось в частном доме. 19 августа 1872 года Казанским губернским правлением утверждена смета на строительство церкви Святого Николая Чудотворца. Она была открыта в 1875 году. В конце 1870-х годов в центре села открыта земская больница с четырьмя палатами.
По данным переписи 1897 года в марийском селении Исменцы и околотке Полевой проживали 486 душ обоего пола.
2 декабря 1918 года ячейка коммунистов из 8 человек на первом собрании самовольно наложила контрибуцию в размере 5 тысяч рублей на нескольких лиц среднего класса. В октябре 1920 года накопившиеся противоречия вылились в открытый конфликт. Подстрекаемая кулаками толпа крестьян разгромила комитет бедноты и ячейку сочувствующих, сожгла библиотеку и делопроизводство. Мятеж быстро подавили.
В ноябре 1923 года организовали сельскохозяйственный кооператив «Маяк».
В 1924 году в селе работал временный лесной медицинский пункт, в 1926 году — библиотека. Всего в 1926 году в имелось 174 хозяйства, в которых проживал 891 человек. В 1925 году здесь образовали сельсовет.
Коммуна «У куат» («Новая сила») создана 28 ноября 1929 года. На 1 февраля 1932 года в селе Исменцы проживали 920 человек. Коллективное хозяйство росло. Колхозники, имевшие на собственном подворье по 2 коровы, одну из них добровольно сдавали в артель. Так была создана молочнотоварная ферма. Таким же образом создавали и колхозную пасеку.
На фронтах Великой Отечественной войны погибли 116 жителей села Исменцы. 
20 августа 1950 года колхоз «У куат» объединился с двумя соседними колхозами — «Волна» и имени XVII партийного съезда. Укрупненное хозяйство унаследовало название «У куат», в дальнейшем — имени Ленина. В 1953 году к колхозу «У куат» присоединили колхоз «Свобода» деревни Чуваш-Отары. Колхоз перевыполнял планы продажи государству зерна, картофеля, хмеля, мяса, молока, шерсти.
В 1968 году в селе открыт памятник-обелиск воинам, погибшим в годы Великой Отечественной войны. Дом комбрига Р. А. Охотина является историческим памятником местного значения.
В год столетнего юбилея В. И. Ленина — 1970 — колхоз, названный именем вождя, был признан одним из наиболее крепких в экономическом отношении хозяйств района.
В 1973 году построили комплекс на 1200 голов крупного рогатого скота. Совхоз имени Ленина был создан 25 октября 1973 года в результате объединения колхозов «У куат» и имени Ленина (деревни Кукшенеры и Мари-Луговая).
Указом Президиума Верховного Совета Марийской АССР от 2 июля 1979 года в состав села Исменцы включены деревни 1-я Лесная и 2-я Лесная.

## Население
| 2002 | 2010  |
| ---- | ----- |
| 1243 | ↘1194 |

На 1 января 1986 года в селе насчитывалось 257 дворов, в которых проживали 764 человека.
На 1 января 2001 года насчитывалось 323 двора, всего в селе проживали 875 человек, из них почти все — марийцы, русских — 3 человека, 1 чуваш.
В конце мая 2004 года через село прошел сильный ураган, который разрушил несколько домов, изгороди, вырвал с корнем некоторые деревья.

## Транспорт
В 1 километре к югу от села проходит автодорога регионального значения 88К-013 Звенигово — Помары.

## Образовательно-воспитательные учреждения
- Исменецкая средняя общеобразовательная школа.
- Детский сад.

## Культура
- Исменецкий центральный сельский Дом культуры.
- Марийский народный фольклорный ансамбль «Олык сем».
- Исменецкая библиотека.

## Здравоохранение
- Исменецкий фельдшерско-акушерский пункт.

## Религия
- Священная роща.

## Связь
- Отделение почтовой связи Исменцы.

## Известные уроженцы
Ярандай Иван Павлович (1913—1993) — марийский советский педагог. Завуч Козьмодемьянской школы-интерната Марийской АССР (1956―1965). Заслуженный учитель школы РСФСР (1960). Кавалер ордена Ленина (1966). Участник Великой Отечественной войны. Член ВКП(б) с 1943 года.